# Kanton Lunéville-1
Lunéville-1 is een kanton van het Franse departement Meurthe-et-Moselle. Het kanton telde 32.908 inwoners op 1 januari 2022.

## Geschiedenis
Het kanton werd gevormd ingevolge het decreet van 26 februari 2014 met uitwerking op 22 maart 2015. Op 1 januari 2023 werden de grenzen van de arrondissementen in het departement aangepast waardoor de gemeenten Dombasle-sur-Meurthe en Varangéville alsnog overging van het arrondissement Nancy naar het arrondissement Lunéville.

## Gemeenten
Het kanton omvat volgende gemeenten:
- Anthelupt
- Bauzemont
- Bienville-la-Petite
- Bonviller
- Courbesseaux
- Crévic
- Crion
- Croismare
- Deuxville
- Dombasle-sur-Meurthe
- Drouville
- Einville-au-Jard
- Flainval
- Hénaménil
- Hoéville
- Hudiviller
- Jolivet
- Lunéville (hoofdplaats) ( noordelijk deel )
- Maixe
- Raville-sur-Sânon
- Serres
- Sionviller
- Sommerviller
- Valhey
- Varangéville
- Vitrimont